# Mraj
Mraj (biał. Мрай; ros. Мрай) – wieś na Białorusi, w obwodzie mińskim, w rejonie borysowskim, w sielsowiecie Msciż. W 2009 roku liczyła 87 mieszkańców.